# トランプ詐欺師
『トランプ詐欺師』（トランプさぎし、伊: I Bari、英: The Cardsharps）は、イタリアのバロック期の巨匠ミケランジェロ・メリージ・ダ・カラヴァッジョが1595年ごろ、キャンバス上に油彩で制作した絵画である。カラヴァッジョが画商に売ってもらおうと絵画市場向けに描いたと考えられる。19世紀末から行方がわからなくなっていたが、1978年にスイスの個人コレクションにあるのが発見された。同年、米国テキサス州のフォートワースにあるキンベル美術館に購入され、以来、同美術館に所蔵されている。

## 歴史
本作は、カラヴァッジョの画業にとって重要な節目となる作品である。1595年ごろ、故郷のロンバルディアからローマに出たカラヴァッジョは、カヴァリエール・ジュゼッペ・チェザーリ・ダルピーノの工房で細部の花や果物を描いて、ダルピーノの作品を仕上げていた。本作は、カラヴァッジョがダルピーノの工房を去った後、独立した画家としての道を模索していた時に描かれた作品である。当時のカラヴァッジョは、マニエリスムのグロテスクな事物（仮面、怪物など）の描写で定評のあった画家プロスペロ・オルシの助けを借りることにより、画商のスパーダ・コスタンティーノを通じて作品の販売を開始していた。
コスタンティーノないしオルシのどちらかを通して、カラヴァッジョは著名な収集家であったフランチェスコ・マリア・デル・モンテ枢機卿に注目されるようになった。伝記作者のジョヴァンニ・ピエトロ・ベッローリによれば、枢機卿は本作がきっかけでカラヴァッジョを庇護するようになったと述べている。彼は、ローマの主要な広場の1つナヴォーナ広場の背後にあった自身のマダーマ宮殿にカラヴァッジョを居住させたのである。デル・モンテ枢機卿に庇護されて以降、カラヴァッジョはローマのエリート聖職者たちのサークルに紹介されるようになった。
本作は、デル・モンテ枢機卿のコレクションからウルバヌス8世 (ローマ教皇) の甥であるアントニオ・バルベリーニ枢機卿（枢機卿になる前の肖像画、『マッフェオ・バルベリーニの肖像』をカラヴァッジョは1598年に描いている）のコレクションに入り、コロンナ・ディ・シャッラ家に伝わることになった。作品は1890年代にパリで売り立てられ、フランスの個人コレクションに入ったが、以降90年ほど行方不明となり、1987年にチューリヒの個人コレクションで再発見された。その後、キンベル美術館に売却され、現在その収蔵品となっている。

## 作品
絵画は、高価な服を着て別の少年と一緒にトランプをしている世間ずれしていない少年を描いている。ここで行われているのは、「プリメオ (primeo)」と呼ばれるポーカーの前身となったカード遊びである。画面右のトランプ詐欺師の少年は、これから騙そうとしている相手の少年には見えないが、鑑賞者には見える背中の後ろのベルトから余分のカードを引き抜こうとしている。黒いマント (フェッライオーロ) を肩から掛けている相棒の年配男性が間抜けな少年の肩越しに覗き込んで、若い共犯者に合図を送っている。また、詐欺師の少年は、自身の腰にスティレットと呼ばれる違法な短剣を忍ばせている。とどめを刺すのによく用いられたため、ミゼリコルディア (慈悲の意) とも呼ばれた短剣である。テーブルに置かれた左手は、いかさまをカモフラージュするかのようである。おっとりとした少年は、このいかさまにまったく気づいていないように見える。なお、アナトリアのカーペットが敷かれたテーブルには、構図を整えるべくバックギャモンのボードが置かれている。賭場に出入りしていたカラヴァッジョは、こうしたギャンブルがらみの犯罪の世界に通じていたのであろう。

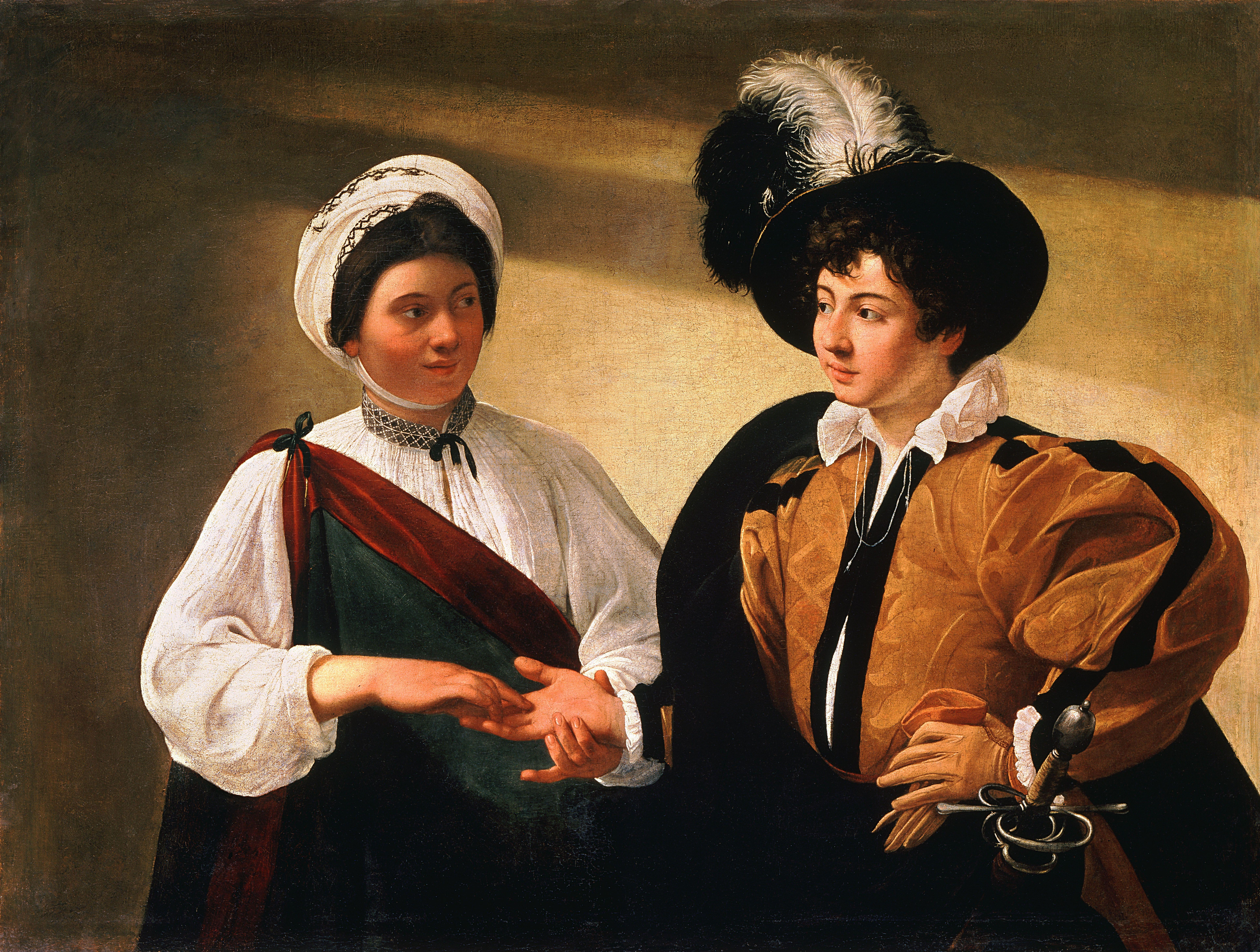
カラヴァッジョ『女占い師』(1595-1598年ごろ)、ルーヴル美術館、パリ

カラヴァッジョが同時期に制作した『女占い師』 (カピトリーノ美術館、ルーヴル美術館) 同様、暗色の衣装に縁どられた少年の顔に光が当たり、カードを取る右手は明るい背景とは対照的に影に覆われている。少年のカードを覗きこむ年配の男性は紫と黄色の派手な衣装を身に着けているが、手は灰色の手袋で覆われ、指先だけが見える。それぞれの人物の顔と手、その配置や色や光の具合、すべてに細心の注意が払われている。3人の人物は見事な構図でまとめられ、彼らの心理が一瞬で理解できるように見事に捉えられているさまは、コメディーの人物そのままである。
伝記作者の中では、ジョヴァンニ・ピエトロ・ベッローリだけが本作に言及している。彼は異様な長さで作品の詳細を説明しており、ルネサンス期のヴェネツィア派の巨匠ジョルジョーネ風の様式で美しい色彩とほどよい陰影で描かれた、カラヴァッジョ初期の代表作と見なしている。別の伝記作者ジュリオ・マンチーニはシエナの兄弟に宛てた手紙の中で本作に言及しているが、伝記の中では触れていない。それは、この絵画の主題が褒められるものではなかったからかもしれない。

ヴァランタン・ド・ブーローニュ『トランプとサイコロで遊ぶ兵士たち』(1618-1620年ごろ)、ナショナル・ギャラリー (ワシントン)

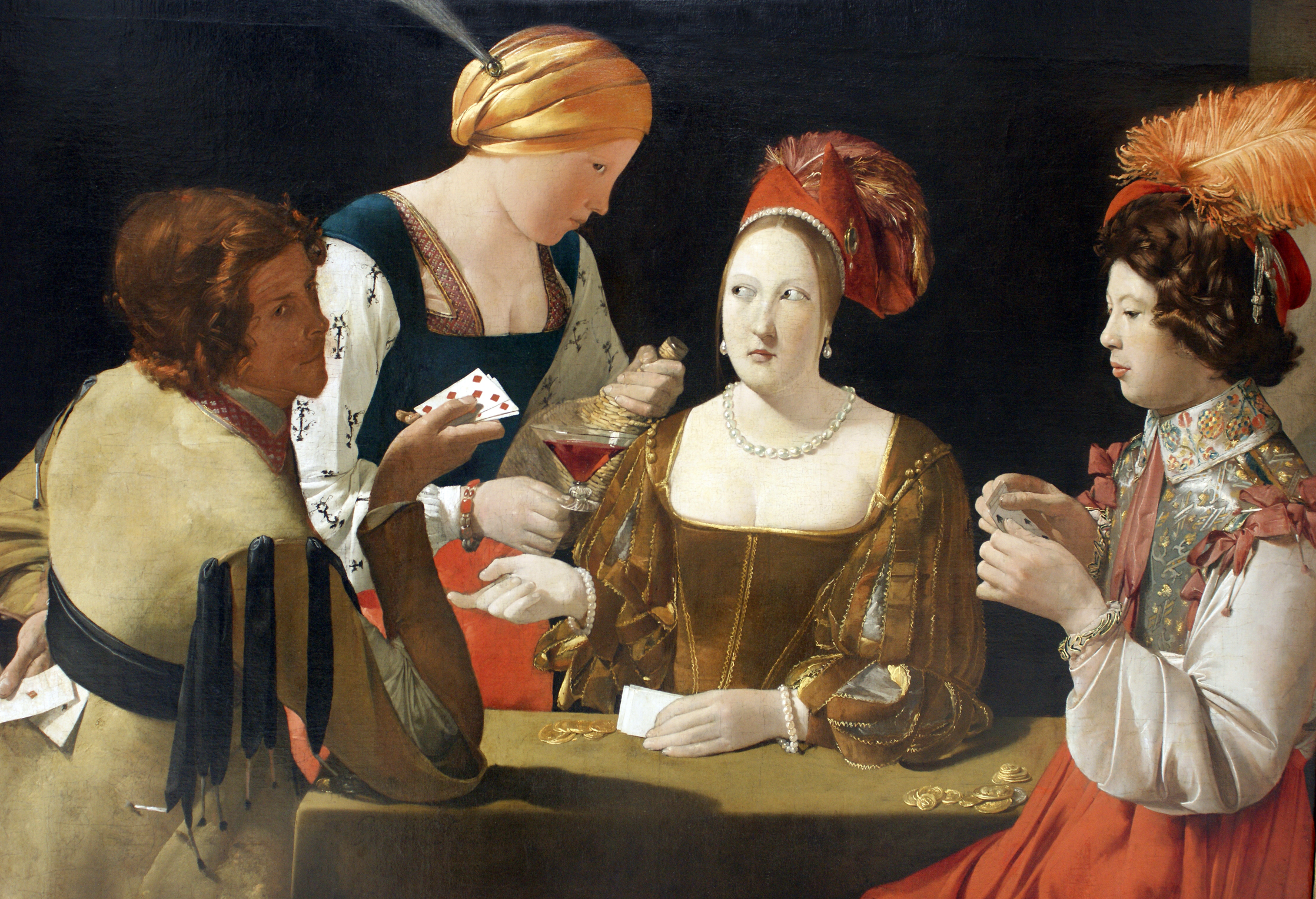
ジョルジュ・ド・ラ・トゥール『ダイヤのエースを持ついかさま師』(1636-1638年ごろ)、ルーヴル美術館、パリ

しかし、残酷で下賤な写実主義と明るいヴェネツィア派的な繊細さを融合した『トランプ詐欺師』は大いに賞賛され、カラヴァッジョの作品中で最も多くの複製が制作された。それのみにとどまらず、詐欺師のモティーフ、あるいはカードゲームのモティーフは、ヴァランタン・ド・ブーローニュからジョルジュ・ド・ラ・トゥールにいたる多くのカラヴァッジェスキ (カラヴァッジョの追随者) の画家たちに取り上げられ、同様の主題が描かれることとなった。
このように本作が大人気を博した背景には、当時の文学や演劇の文化がある。ギャンブル、中でも本作で取り上げられているプリメオはしばしば文学の主題となっていた。さらにピカレスク小説 (悪漢小説) が1600年ごろ、カラヴァッジョの時代に大流行し、ならず者文化の隆盛といった現象が見られたのである。また、ブラーヴォと呼ばれる私兵のギャンブラーが登場するコンメディア・デッラルテ (即興仮面劇) は、本作を購入したデル・モンテ枢機卿が愛好したものであった。

## 複製
イギリスの美術史家デニス・マホン卿は、2006年にオークションで『トランプ詐欺師』の複製画を入手した。サザビーズからキンベル美術館の作品の複製として、またカラヴァッジョ以外の芸術家による作品として販売されたが、マホンはカラヴァッジョ自身による複製であると主張した。この複製には詐欺師の1人の顔が完全な細部とともに描写されており、それが無垢な少年の帽子で塗りつぶされて、描き直されている。このことは、作品が他の画家による複製である可能性が低いことを示唆している。カラヴァッジョは、『トカゲに噛まれた少年』 (ロンドン・ナショナル・ギャラリー、ロベルト・ロンギ財団)、『女占い師』、『リュート奏者』 (エルミタージュ美術館、サンクトペテルブルク) のように、本作の主題で少なくとも2点描いたのかもしれない。マホンが購入した複製のカラヴァッジョへの帰属は広く受け入れられているが、2014年の時点で法的な論争の対象となっている。マホンは2011年に亡くなり、この複製はロンドンの聖ヨハネ騎士団博物館に貸与され、1,000万ポンドの保険がかけられた。2015年1月16日、イングランドとウェールズの高等法院はサザビーズに有利な判決を下し、サザビーズが資格のある専門家を信頼して、合理的に複製がカラヴァッジョの作品ではないだろうという見解に達したと述べた。その結果、裁判官は、原告にサザビーズの弁護士費用として180万ポンドを支払うよう命じた。